# القسم الخشائي من العظم الصدغي
القِسم الخُشَّائيّ من العَظم الصَّدغيّ (بالإنجليزية: mastoid part of the temporal bone)‏، هو الجزء الخلفيّ من العظم الصدغيّ. يؤمّن سطحه الخشن ارتباطًا لعضلاتٍ مُختلفة وفيه فُتحات لنَفاذ الأوعية الدمويّة. يَتَمَفْصَل القِسم الخُشَّائيّ عند حوافِّه مع عظمين آخرين.

## روابط خارجية
- صور تشريحية:22:os-0403 في مركز داونستيت الطبي التابع لجامعة نيويورك
- درسٌ تشريحي حول lesson5 مُعدٌ بواسطة ويسلي نورمان (جامعة جورجتاون).